# Refugie Sint-Merten tot Loven

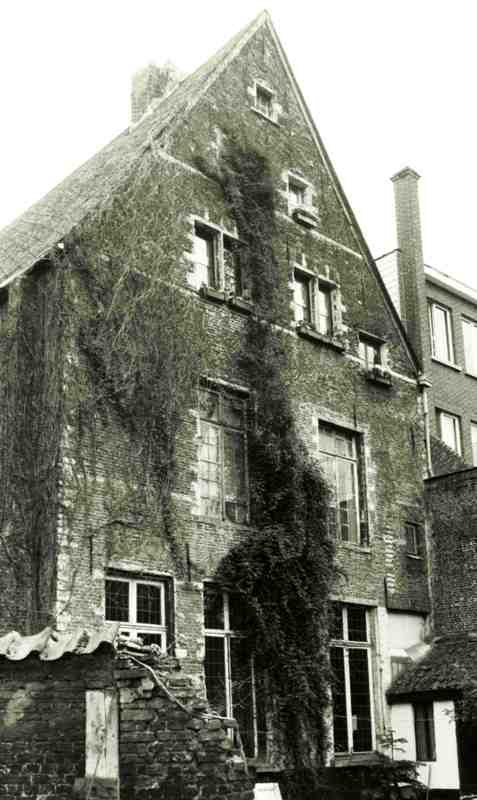
Gevel tuinzijde

De Refugie Sint-Merten tot Loven is een voormalig refugiehuis in de Antwerpse stad Lier, gelegen aan de Mosdijk 12.

## Geschiedenis
Dit refugiehuis bestond al in 1529 en diende als refugie voor de kanunniken van de Onze-Lieve-Vrouw Ten Troonpriorij te Grobbendonk.
In 1798 werd het door het Franse bewind onteigend en openbaar verkocht. Van 1838 tot 1850 woonden er de zusters ursulinen en later verbleef er een gemeenschap van vijf priesters. Daarna was het een tijdelijke studiezaal voor het stedelijk Latijns college.

## Gebouw
Aan de straatgevel vindt men een 19e-eeuwse lijstgevel met rechts een toegangspoort die neoclassicistische elementen, zoals een driehoekig fronton bevat.
Aan de tuinzijde vindt men een L-vormig gebouw met in de oksel een traptoren. Het geheel, met een topgevel en twee lijstgevels, is in baksteen met zandstenen speklagen uitgevoerd.